# Aaron Pedersen
Aaron Pedersen, né le 24 novembre 1970 à Alice Springs dans le Territoire du Nord, est un acteur australien aborigène. 
Il est notamment connu pour avoir interprété le policier Jay Swan dans le film Mystery Road et sa suite Goldstone.

## Filmographie
- 2017 : Angels of Chaos (1%) de Stephen McCallum : Sugar
- 2017 : Killing Ground : German
- 2016 : Goldstone : Jay Swan
- 2015 : Spear
- 2013 : Mystery Road : Jay Swan
- 2006 : Darklovestory : Gil
- 1996 : Dead Heart : Tony

### Télévision
- 2018-2020 : Mystery Road : Jay Swan
- 2017 : A Place to Call Home (saison 5) : Frank Gibbs
- 2014 : The Code : Tim Simons
- 2012 - 2016 : Jack Irish : Cam Delray
- 2008 : Double Trouble : Kelton
- 2007 - 2011 : City Homicide : L'Enfer du crime : Duncan Freeman
- 2007 : East West 101 : Adam King
- Depuis 2007 : The Circuit : Drew Ellis
- 2005 : Nos vies secrètes : Corey Mailins
- 2003 : Grass Roots : Joe Ventimiglia
- 2002 - 2003 : MDA : Tony McKinnon
- 1999 - 2001 : Brigade des mers : Michael Reilly
- 1997 - 1999 : Wildside : Vince Cellini
- 1996 : The Territorians : Tom Daly
- 1994 : Heartland : Clarrie Carmichael

## Récompenses
- 2014 : Meilleur acteur à la 8e cérémonie des Australian Film Critics Association Awards pour Mystery Road
- 2014 : Meilleur acteur à la 22e cérémonie des Film Critics Circle of Australia Awards pour Mystery Road